# يوم البيداء
يوم البيداء هو معركة وقعت بين قبائل قحطانية وعدنانية في عصر الجاهلية، ونتج عنها انتصار قبائل معد بقيادة عامر بن الظرب العدواني.

## أطراف النزاع
- قبائل مذحج: من اليمن، بقيادة شمران بن يزيد المذحجي وصُهبان بن ذي حرث.
- قبائل معد: من تهامة، بقيادة عامر بن الظرب العدواني، وشملت عدوان وهذيل وقريش وثقيف وهوازن وبني وائل وبني أسد وربيعة وعبس.

## أسباب المعركة
كانت القبائل العدنانية تسكن الحجاز ونجد والأحساء وشمال شبه الجزيرة العربية، لكن بعد سيل العرم في مأرب بدأ نزوح كهلان من اليمن إلى الشمال. مسيرة قبائل مذحج إلى أطراف مكة وتهامة دفعت القبائل العدنانية إلى التجمع لإيقاف الزحف في أرض يقال لها البيداء.

## أحداث المعركة
واجهت قبائل معد مذحج في أرض البيداء، حيث تصدت لها قبائل مذحج، لكن بقيادة عامر بن الظرب العدواني تمكنت قبائل معد من تحقيق النصر.

## نتيجة المعركة
انتصرت قبائل معد على مذحج، واستقروا في تهامة بعد المعركة.

## أشعار وحكم
قال عامر بن الظرب العدواني في قبيلته عدوان: